# Вендт, Эрих
Эрих Вендт (нем. Erich Wendt; 29 августа 1902, Лейпциг — 8 мая 1965, Берлин) — немецкий политик-коммунист. Первый супруг Лотты Ульбрихт.

## Биография
Окончив начальную школу в Айслебене, Вендт в 1916 году обучался типографскому делу в берлинском издательстве Ullstein-Verlag. В 1919 участвовал в деятельности молодёжных социалистических организаций, а в 1922 году вступил в Коммунистическую партию Германии. Перешёл на работу в книжное дело и в 1921—1922 годах работал в берлинских книжных магазинах «Молодая гвардия» и «Международная книга». В 1923 году Вендт был арестован по обвинению в подготовке и государственной измене, но дело было закрыто. После освобождения из следственного изолятора работал в венском издательстве Коммунистического интернационала молодёжи. В 1925—1926 годах работал редактором в Москве. В 1926 году Вендт был избран в состав центрального комитета Коммунистического союза молодёжи и до 1928 года работал редактором в его берлинском ЦК.
В 1931 году Вендт эмигрировал в Советскую Россию. В 1936 году был репрессирован, исключён из КПГ и в 1937—1939 годах находился в ссылке в Сибири. Был вновь депортирован в Сибирь в 1941 году.
В 1942—1947 годах работал на «Радио Москвы». После возвращения в Германию в марте 1947 года сначала возглавил издательство Aufbau-Verlag, специализировавшееся на коммунистической и антифашистской литературе. С 1949 года руководил отделом советской пропаганды на берлинском радио и немецкоязычной службы радио ГДР. Занимал руководящие должности в Культурном союзе ГДР. В 1950—1958 годах избирался депутатом Народной палаты ГДР и председательствовал во фракции Культурного союза.
В 1953—1957 годах Вендт возглавил ленинский отдел Института марксизма-ленинизма при Центральном комитете СЕПГ и работал на руководящих должностях в министерстве культуры ГДР. В 1963 году принимал активное участие в переговорах по урегулированию транзита через территорию ГДР.
Первая супруга Эриха Вендта — Лотта Кюн, впоследствии супруга Вальтера Ульбрихта. Вторая — Шарлотта Тройбер, дочь члена КПГ Юлиуса Тройбера, бывшая спутница жизни Герберта Венера.